# HMS Swiftsure (1750)
Pour les autres navires du même nom, voir HMS Swiftsure.
Le  HMS Swiftsure est un vaisseau de ligne de troisième rang de 70 canons, construit pour la Royal Navy par les chantiers de Deptford Dockyard selon les normes de 1745 (en) et lancé le 25 mai 1750. Il prend part à la bataille des Cardinaux le 20 novembre 1759 sous le commandement de Thomas Stanhope.

## Histoire
Durant la guerre de Sept Ans, le vaisseau prend part à la capture du Foudroyant par le HMS Monmouth (en) en 1758.
En 1759, il participe à la bataille de Lagos avec l’amiral Edward Boscawen, puis à la bataille des Cardinaux. Il est également présent lors du débarquement de Belle-Île en 1761.